# Cantagallo (Toskana)
Cantagallo ist eine italienische Gemeinde mit 3131 Einwohnern (Stand 31. Dezember 2023) in der Provinz Prato, Region Toskana.

## Geografie
Die Fläche des Gemeindegebietes beträgt 95 km² und liegt auf einer Höhe von 423 m s.l.m.. Im Gemeindegebiet entspringt der Bisenzio.
Zu den Ortsteilen gehören Carmignanello, Fossato, Gavigno, Gricigliana, Il Fabbro, L’Acqua, Luicciana, Migliana, La Rocca di Cerbaia und Usella.
Cantagallo grenzt an die Gemeinden Barberino di Mugello (FI), Camugnano (BO), Montale (PT), Montemurlo, Pistoia (PT), Sambuca Pistoiese (PT), Vaiano und Vernio.

Lage von Cantagallo in der Provinz Prato

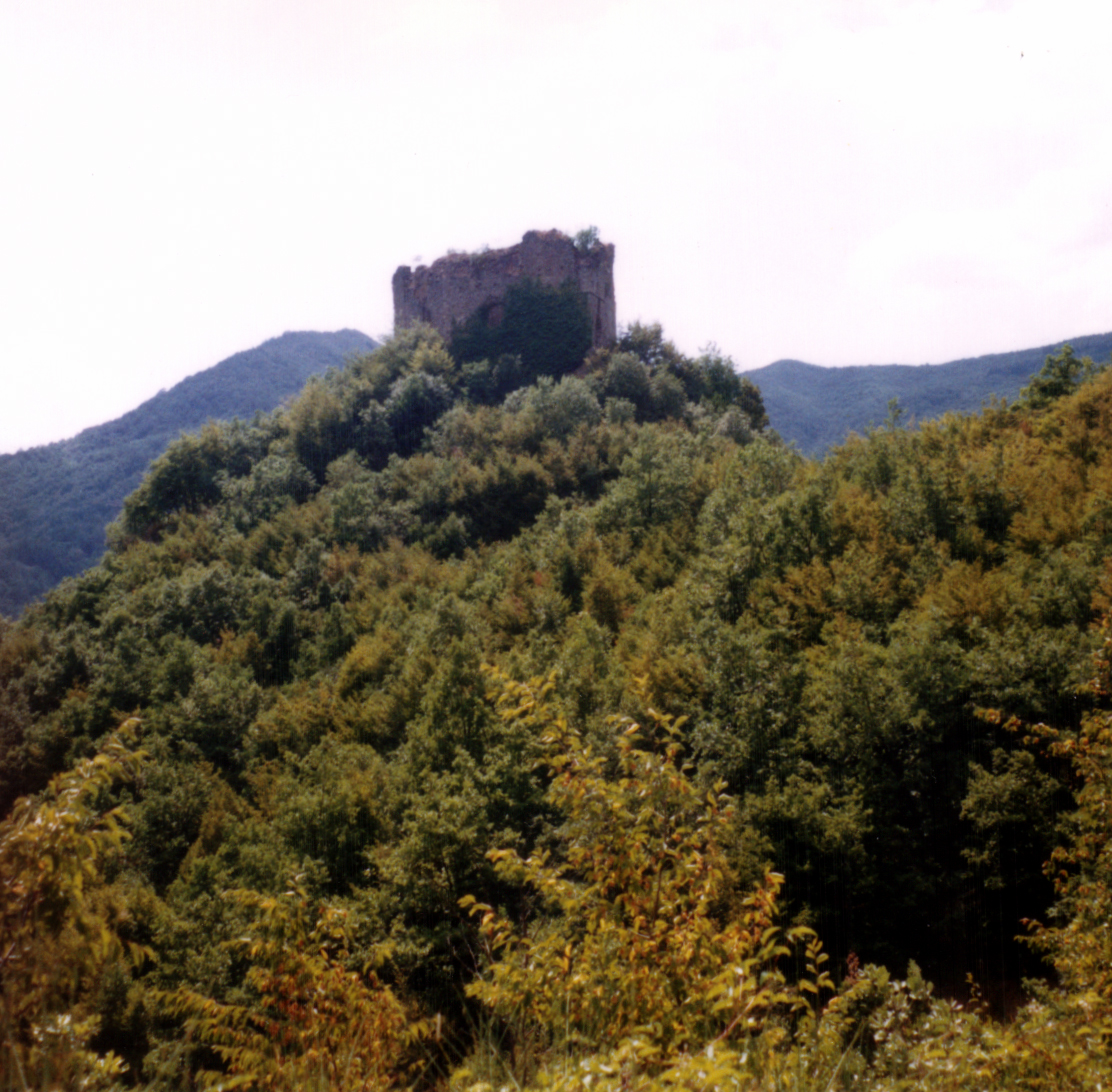
Rocca di Cerbaia bei Cantagallo

## Sehenswürdigkeiten
- Chiesa di San Lorenzo a Fossato, Kirche aus dem 11. Jahrhundert
- Chiesa di San Biagio, vor 1224 entstandene Kirche